# Semecarpus virotii
Semecarpus virotii är en sumakväxtart som beskrevs av M. Hoff. Semecarpus virotii ingår i släktet Semecarpus och familjen sumakväxter. Inga underarter finns listade i Catalogue of Life.